# Morlhon-le-Haut
Morlhon-le-Haut (okzitanisch Morlhon) ist eine französische Gemeinde mit 555 Einwohnern (Stand 1. Januar 2022) im Département Aveyron in der Region Okzitanien (vor 2016 Midi-Pyrénées). Die Gemeinde gehört zum Arrondissement Villefranche-de-Rouergue und zum Kanton Aveyron et Tarn (bis 2015 Villefranche-de-Rouergue). Die Einwohner werden Morlhonais und Morlhonaises genannt.

## Geografie
Morlhon-le-Haut liegt etwa 39 Kilometer westsüdwestlich von Rodez. Umgeben wird Morlhon-le-Haut von den Nachbargemeinden Villefranche-de-Rouergue im Norden und Westen, Le Bas Ségala im Norden, Süden und Osten sowie Sanvensa im Süden und Südwesten.

## Demografie
| Jahr                      | 1962 | 1968 | 1975 | 1982 | 1990 | 1999 | 2006 | 2013 | 2020 |
| Einwohner                 | 641  | 585  | 519  | 491  | 531  | 527  | 547  | 569  | 556  |
| Quelle: Cassini und INSEE |      |      |      |      |      |      |      |      |      |

## Sehenswürdigkeiten
- Kirche Saint-Ferréol
- Kirche Saint-Loup im Ortsteil Marmont
- alte Kirche und alte Burg Les Anglais
- Schloss Galdou
- Schloss Garriguet
- Schloss Grilières
- Schloss Kermaria, 1890 bis 1900 erbaut